# Mont Kadam
Le mont Kadam est une montagne située au nord du mont Elgon, dans l'Est de l'Ouganda, dans la sous-région de Karamoja. Il s'élève à une altitude de 3 063 mètres.